# House-Nunatak
Der House-Nunatak ist ein rund 1300 m hoher Nunatak im westantarktischen Ellsworthland. Er ragt 6 km südöstlich des Whitmill-Nunatak in der Gruppe der Grossman-Nunatakker auf.
Der United States Geological Survey (USGS) kartierte ihn anhand eigener Vermessungen und mithilfe von Luftaufnahmen der United States Navy aus den Jahren zwischen 1961 und 1968. Das Advisory Committee on Antarctic Names benannte ihn 1987 nach dem US-amerikanischen Kartographen John R. House Jr. vom USGS, der zwischen 1972 und 1973 auf der Amundsen-Scott-Südpolstation und auf der Byrd-Station tätig war.